# Volo Kalitta Air 207
Il volo Kalitta Air 207 (K4207/CKS207) è stato volo cargo di linea tra l'aeroporto John F. Kennedy e l'aeroporto Internazionale del Bahrein con scalo tecnico a Bruxelles. Il 25 maggio 2008, durante il decollo dall'aeroporto di Bruxelles, il Boeing 747-200 operante il volo uscì dalla pista 20 (in seguito rinumerata 19), causando la rottura dell'aeromobile in tre grossi pezzi. Gli occupanti riportarono ferite minori.

## L'aereo
L'aereo era un Boeing 747-209F di 27 anni, registrato N704CK. Era stato costruito nel luglio 1980 per la China Airlines con la registrazione B-1894. Venne ri-registrato come B-18752, operando per la stessa compagnia aerea fino alla fine di agosto 2003. Nel settembre dello stesso anno venne acquistato da Kalitta Air e registrato N704CK. L'aereo aveva accumulato 108 560 ore di volo in 20 599 cicli. Era equipaggiato con motori Pratt & Whitney JT9D-7Q con numeri di serie (dal motore più a sinistra a quello più a destra) 702399, 702394, 702119 e 702082. Il motore numero tre aveva subito un incendio nell'aprile 2008 ed era stato sostituito. Il volo trasportava 76 tonnellate di carico.

## L'equipaggio
A bordo c'erano 4 membri dell'equipaggio e un passeggero. Il comandante aveva 59 anni ed era qualificato come comandante di Boeing 747, 757 e 767 e di McDonnell Douglas DC-8. Nel corso della sua carriera aveva accumulato 15 000 ore di volo, di cui 3 000 sul Boeing 747. Il primo ufficiale aveva 48 anni ed era qualificato come primo ufficiale su Boeing 747, Gulfstream G500, Canadair CL-65 e Saab 340. Aveva accumulato 7 000 ore di volo nel corso della sua carriera, tra cui 200 su Boeing 747. L'ingegnere di volo aveva 53 anni e aveva accumulato 7 000 ore di volo nel corso della sua carriera, tra cui 1 950 sul Boeing 747.

## L'incidente
Alle 11:06, il volo CKS207 richiese il pushback e alle 11:13 l'autorizzazione al rullaggio. Il controllore disse all'equipaggio di rullare verso il punto A7 e di tenersi a breve distanza dalla pista 25R. In seguito venne chiesto loro di contattare il controllore di torre. L'equipaggio decise di non utilizzare la pista 25R e chiese di rullare verso la pista 20, in quanto quella pista era utilizzata per i decolli mentre la 25R era utilizzata per gli atterraggi. Venne chiesto loro di allinearsi dietro un Boeing 747 della Korean Air e di attendere l'autorizzazione al decollo, cosa che avvenne alle 11:29. Alle 11:30 circa, dopo aver iniziato la corsa per partire, l'equipaggio sentì un forte botto, seguito da un'esplosione al motore numero tre. I piloti decisero di annullare la corsa, attivarono gli inversori di spinta al massimo e portando la potenza del motore guasto al minimo. Gli inversori non si innestarono e, avendo superato di 12 nodi (22 km/h) la velocità V1 (138 nodi (256 km/h)), non riuscirono a fermarsi in tempo e uscirono di pista. Un testimone riferì in seguito di aver sentito un "leggero colpo" e di aver notato un aereo che si dirigeva verso di lui, dopo di che era corso immediatamente al riparo. Il volo 207 si fermò a 300 metri dalla fine della pista 20 e a 100 metri da una ferrovia poco più avanti. L'aereo si ruppe in tre parti: la cabina di pilotaggio, la fusoliera e la coda. La torre di controllo chiamò immediatamente i vigili del fuoco che arrivarono sul posto. I vigili del fuoco spalmarono le ali con il ritardante di fiamma mentre l'aereo era pieno di carburante; l'aereo non prese fuoco.

## Le indagini
L'autorità investigativa arrivò sul luogo un'ora dopo. L'incidente venne esaminato dall'Aircraft Accident Investigation Belgium. Venne stabilito che c'erano tracce di gheppio comune all'interno del motore 3 che aveva causato la perdita di potenza e l'avaria, accompagnata da un forte botto e notata dall'equipaggio con azioni immediate per rallentare l'aereo. L'area di sicurezza di fine pista (RESA) della pista 20, una parte della pista che aiuta l'aeromobile a fermarsi in tempo, soddisfaceva i requisiti minimi ICAO in lunghezza e larghezza, ciascuno di 300 piedi (91 m). Tuttavia, l'ICAO raccomandava una lunghezza della RESA di almeno 790 piedi (240 m); la pista non seguiva questa raccomandazione perché c'era una ferrovia davanti e una strada all'altra estremità. L'impatto con gli uccelli causò inoltre il mancato inserimento degli inversori di spinta, contribuendo al mancato rallentamento dell'aeromobile. L'impatto con gli uccelli, il malfunzionamento degli inversori di spinta e la perdita di consapevolezza situazionale contribuirono all'incidente del volo 207.

## Conseguenze
L'equipaggio riportò ferite minori. L'addestramento per rifiutare un decollo dopo la V1 per Kalitta Air venne modificato: Un DVD di addestramento raffigurava la stessa pista del volo dell'incidente a Bruxelles. I requisiti di lunghezza della RESA vennero resi più severi. Anche l'unità di controllo dei volatili (BCU) venne potenziata per essere più precisa e il DVD conteneva anche un addestramento per il suo utilizzo. L'utilizzo dell'intera lunghezza della pista 20 non è mai stato pubblicato nelle Aeronautical Information Publication (AIP). Era esclusivo della pista 25R. Ora anche per la pista 20 è stata prevista una frase dedicata.